# Monastero di Varlaam (Meteora)
Il Monastero di Varlaam (in greco Μονή Βαρλαάμ?) è un monastero ortodosso, situato nel nord della Grecia, nella pianura della Tessaglia, vicino a Kalambaka, nella valle del fiume Peneo. Fa parte di un gruppo di sei monasteri chiamati Monasteri dell'aria o Monasteri del cielo situati a Meteora, che sono stati classificati come patrimonio dell'umanità dall'UNESCO dal 1988.
Il primo abitante di questo promontorio fu il monaco Varlaam, che verso il 1350 costruì diverse celle e una chiesa dedicata ai Tre Santi Gerarchi (Basilio di Cesarea, Gregorio il Teologo e Giovanni Crisostomo). Nel 1518 Teofane di Creta raggiunse la cima del promontorio e costruì la Chiesa di Ogni Santi e la Chiesa di San Giovanni Battista sulle rovine degli edifici precedenti.
Il primo asceta che scalò questa roccia usò dei gradini di legno come base; su questi pose una prima scala di legno allungata, che fu incastrata nella roccia con dei cunei e così pose un'altra scala verso l'alto. Questo meccanismo servì da esempio per i suoi seguaci, dando vita al resto dei monasteri di Meteora. Più tardi furono sostituite da lunghe scale sospese che causavano vertigini a coloro che si avventuravano verso l'alto. Coloro che non osavano utilizzare i gradini sospesi li sollevavano appendendoli ad una rete. La salita durava mezz'ora di inquietudine e terrore, oscillando nel vuoto. Nel 1923, i gradini sono stati modificati per rendere più sicuro raggiungere la cima. La rete è ancora in uso oggi, ma viene utilizzata per trasportare le provviste e altri oggetti necessari per il mantenimento del monastero.

## Galleria d'immagini

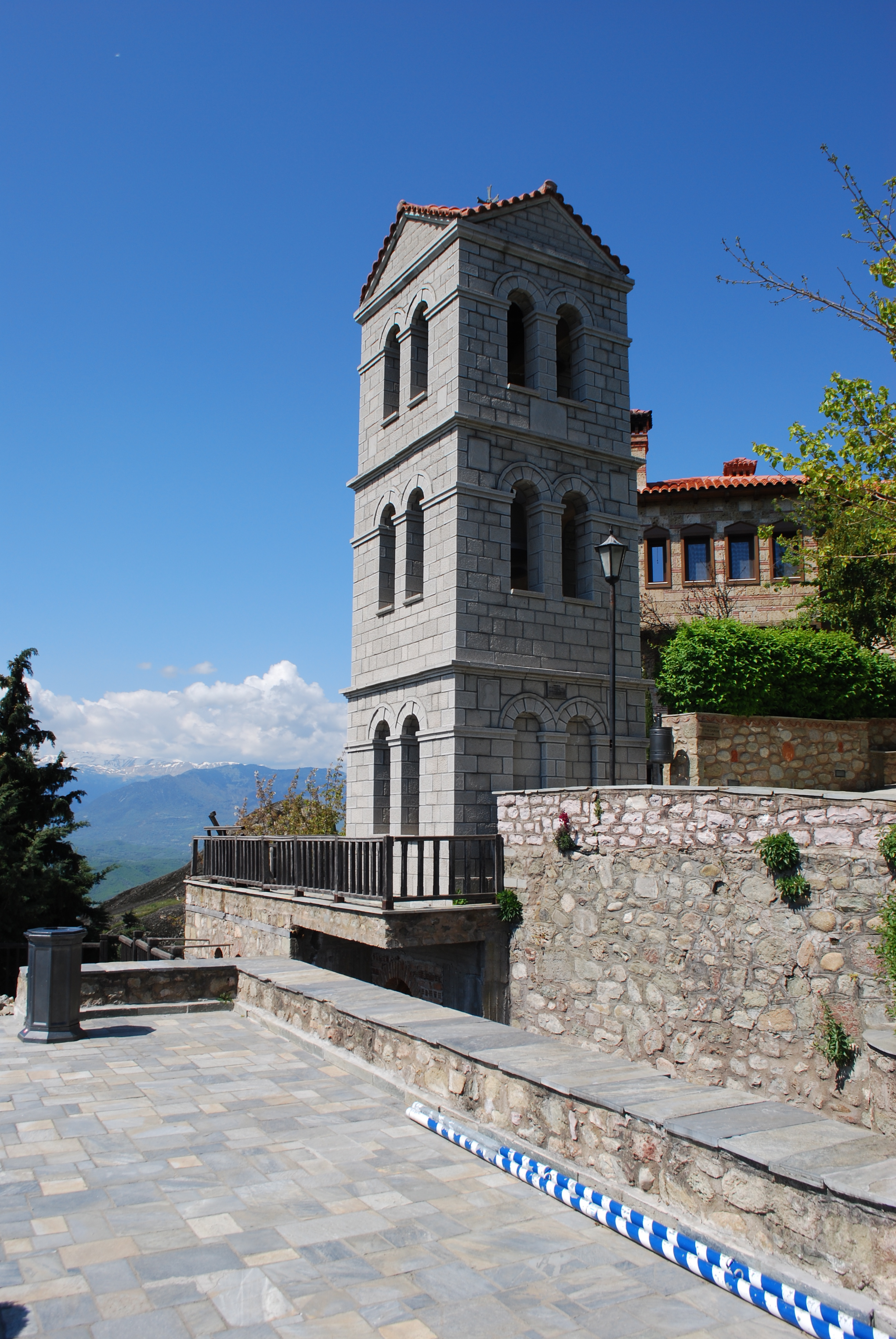
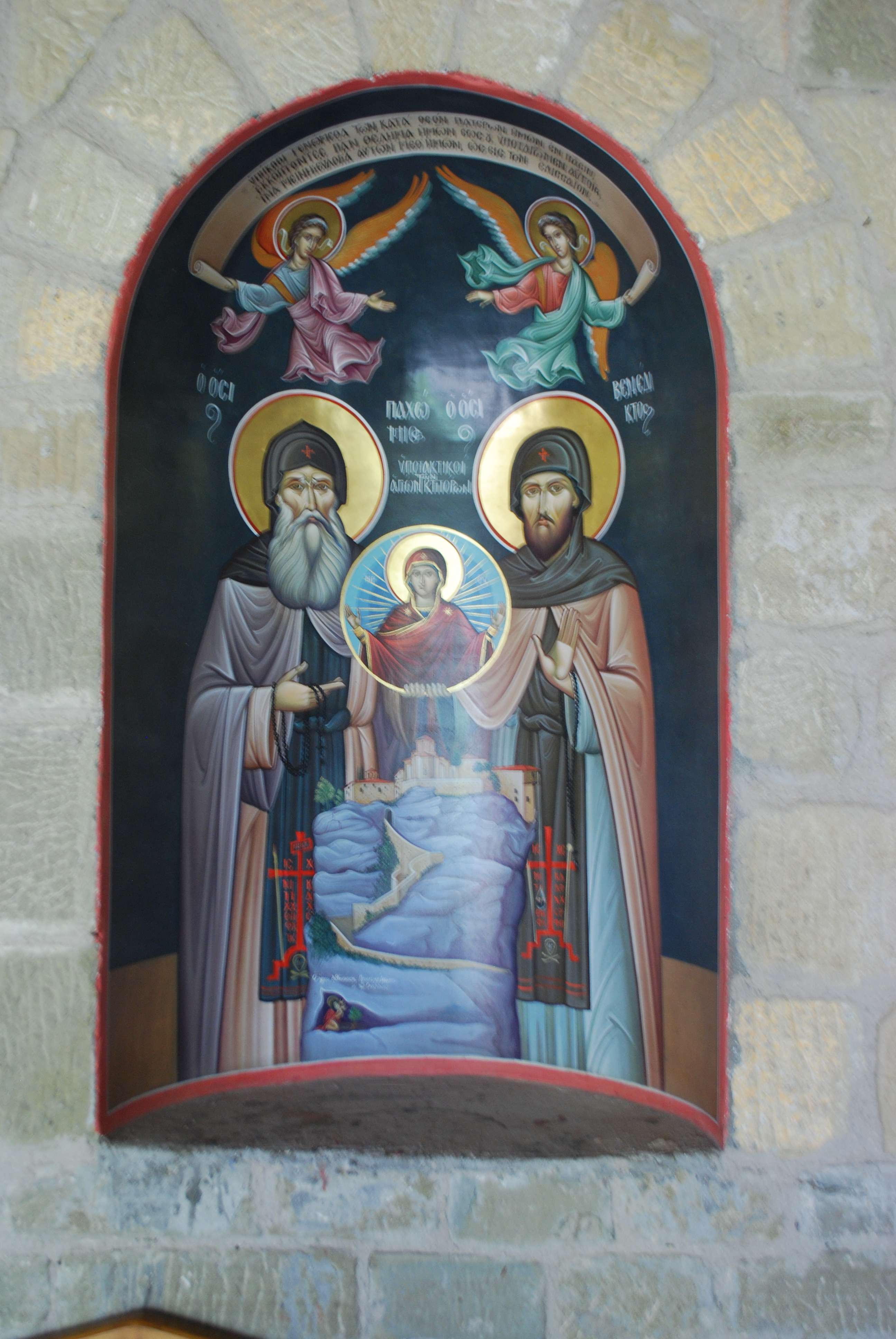
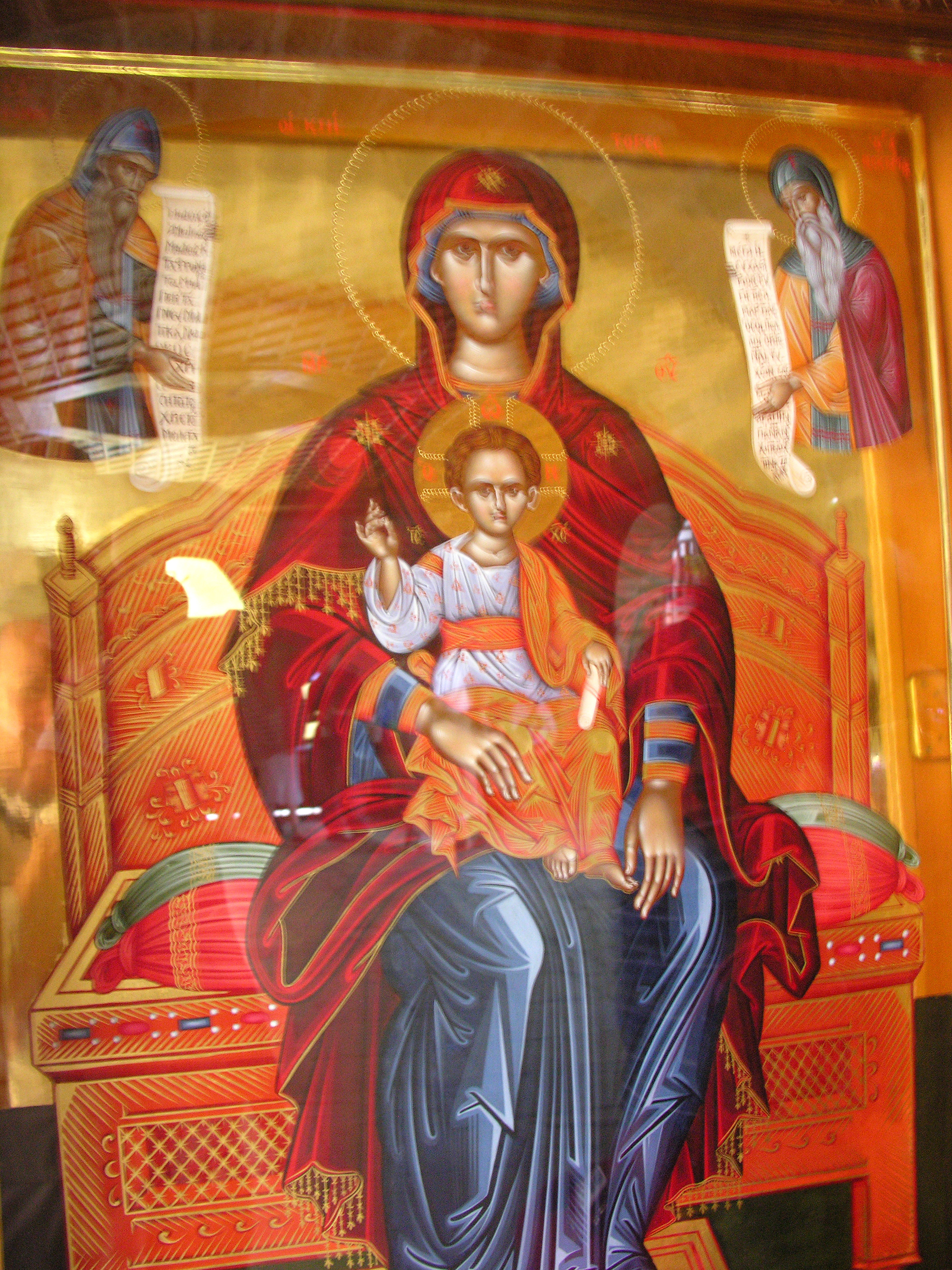
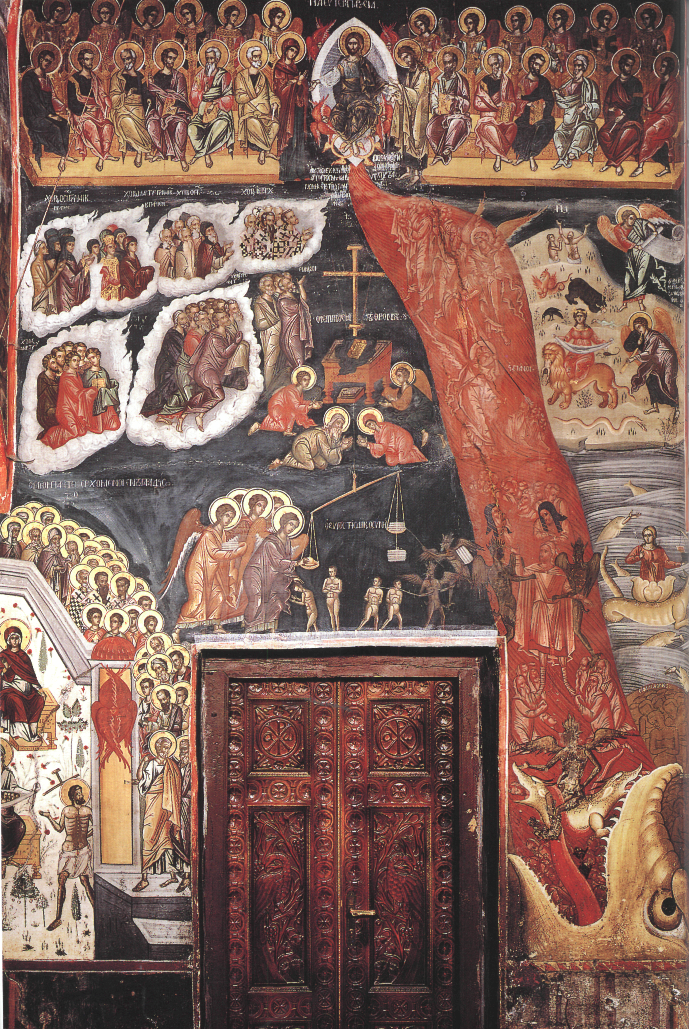
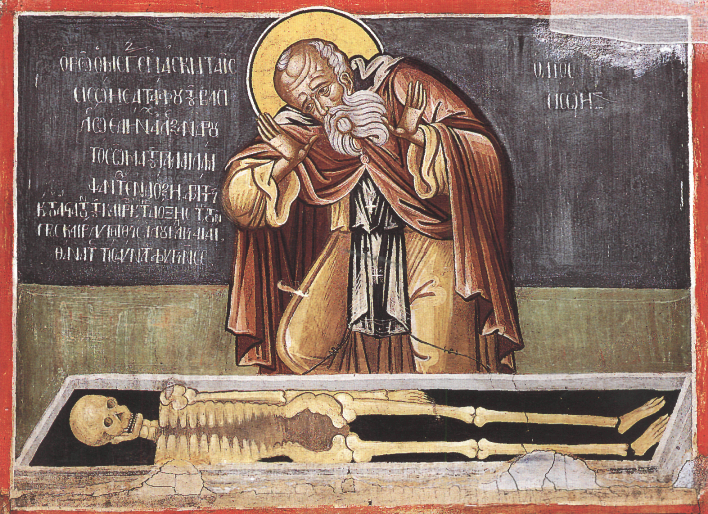
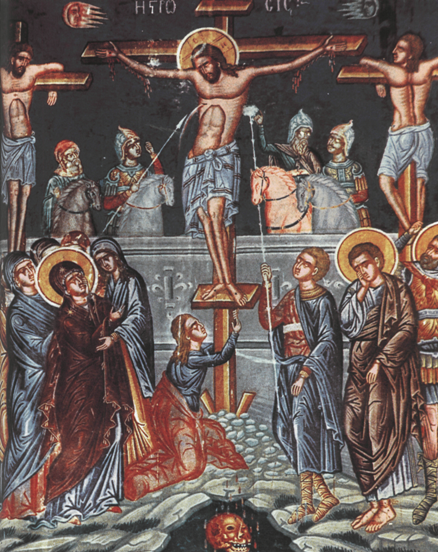